# Folletti si nasce
Folleti si nasce (The Luck of the Irish) è un film per la televisione, pubblicato il 9 marzo 2001 su Disney Channel.

## Trama
Kyle è un ragazzo americano. Ha un gran talento nel basket ed una particolarità: è fortunatissimo. Un giorno prova a non usare la moneta regalatagli da sua madre senza sapere che è da quella moneta che proviene la sua incredibile fortuna. Passerà il giorno più terribile di sempre e nei tempi successivi verrà a sapere di essere un folletto per parte di madre e che se non riuscirà a recuperare la moneta rubatagli perderà l'aspetto umano e diventerà un folletto a tutti gli effetti. Durante la ricerca della moneta ritroverà il nonno folletto e recupererà l'oggetto in una sfida a basket contro il ladro di monete dei folletti dimostrando che la fortuna non è tutto.